# 埃默莉·贝里格伦
埃默莉·贝里格伦（瑞典語：Emelie Berggren，1982年9月15日—），瑞典女子冰球运动员，2001年开始职业生涯。她曾代表瑞典参加2002年冬季奥林匹克运动会冰球比赛，获得一枚铜牌。